# مريم الغضبان
مريم الغضبان (20 نوفمبر 1948  - 3 يونيو 2004 )، ممثلة كويتية، اشتهرت باسم «حبابة»، وهي اسم الشخصية التي كانت تقدمها سنويًا في شهر رمضان بالإذاعة وتم تسجيل آخر جزء من المسلسل وهي المستشفى قبل وفاتها، كما أنها قدمتها في أحد مسلسلاتها التلفزيونية.

## مشوارها الفني
هي واحدة من أول سيدتين كويتيتين إلى جانب مريم الصالح تقف على خشبة المسرح في الكويت، إذ مثلت وهي طالبة بالمدرسة في مسرحية «الطاعة» في منتصف الخمسينات. بينما شاركت في أول عمل فني لها كممثلة محترفة في مسرحية صقر قريش في الموسم المسرحي 1960 / 1961 ، كما شاركت في كثير من البرامج التلفزيونية والإذاعية كمخرجة وممثلة إلى جانب عضويتها في «فرقة المسرح الشعبي» و«جمعية الفنانين الكويتية». قدمت واحدة من أكثر الأدوار كوميديا في مسرحية باي باي لندن إلى جانب الفنان عبد الحسين عبد الرضا. وآخر عمل كان لها هو مسلسل يوميات متقاعد عام 1995. كما أن اعتزلت التمثيل عام 1995. أطلق عليها محبوها من الجماهير الخليجية لقب «حبابة» نسبة إلى أشهر شخصية لها.

## حياتها الأسرية
تزوجت من الممثل مكي القلاف، وهو شقيق الممثل كاظم القلاف، ولهما من الأبناء خمسة هم: عبد القادر وعبد العزيز ومنال ومها وعبد الوهاب. وهي تحمل شهادة دبلوم من معهد التمريض وشهادة الثانوية العامة، كما أتمت دورة في المسرح في القاهرة عام 1964.

## تكريمها
حصلت على العديد من الجوائز والدروع التقديرية إذ كرمت في أكثر من مناسبة فنية محلية وإقليمية:
1. تكريم من «مهرجان المسرح الخليجي الخامس» عام 1997 مع الفنانة مريم الصالح والفنان عبد العزيز النمش، وكذلك في «مهرجان المسرح الخليجي السابع» عام 2004.
2. تكريم من «مهرجان الإنتاج التلفزيوني الخليجي السادس» بالبحرين عام 1999 بدرع رواد الفن.

## وفاتها
عانت مريم من مضاعفات مرض السكري وارتفاع الضغط والشرايين مما أدى لفقدانها البصر في آخر سنين حياتها. وتوفيت في يوم الخميس 15 ربيع الآخر 1425 هـ الموافق 3 يونيو 2004.

## أعمالها

### من المسلسلات
| سنة الإنتاج | اسم المسلسل             |
| ----------- | ----------------------- |
| 1967        | المصير                  |
| 1971        | أجلح وأملح              |
| 1972        | حاور زاور               |
| 1975        | ابن الحطاب              |
| 1977        | شمعة تحترق              |
| 1977        | دنيا المهابيل           |
| 1978        | حبابة                   |
| 1982        | بدر الزمان              |
| 1983        | خالتي قماشة             |
| 1984        | عائلة فوق تنور ساخن     |
| 1984        | إلى من يهمه الأمر       |
| 1986        | أبو دندن                |
| 1987        | على الدنيا السلام       |
| 1987        | أبو صالح يريد حلا       |
| 1988        | إزعاج                   |
| 1989        | عاد ولكن                |
| 1989        | ناس من زجاج             |
| 1990        | العائلة                 |
| 1993        | سليمان الطيب            |
| 1993        | قاصد خير                |
| 1994        | بو متيح يوش متيح يطش    |
| 1994        | السلسلة - فيلم تلفزيوني |
| 1995        | يوميات متقاعد           |

### من المسرحيات
| سنة الإنتاج | المسرحية               |
| ----------- | ---------------------- |
| 1962        | صقر قريش               |
| 1963        | استارثوني وأنا حي      |
| 1964        | سكانه مرته             |
| 1965        | جنون فنون              |
| 1966        | كازينو أم عنبر         |
| 1967        | حرامي آخر موديل        |
| 1969        | من سبق لبق             |
| 1970        | بخور أم جاسم           |
| 1971        | رجال وبنات             |
| 1972        | ثور عيدة               |
| 1972        | سهارى                  |
| 1973        | إبراهيم الثالث         |
| 1974        | إمبراطور يبحث عن وظيفة |
| 1974        | وأيضًا هالو دوللي       |
| 1974        | ضعنا بالطوشة           |
| 1975        | علي جناح التبريزي      |
| 1980        | للصبر حدود             |
| 1980        | عزل السوق              |
| 1981        | باي باي لندن           |
| 1981        | بالمشمش                |
| 1981        | تنزيلات                |
| 1982        | يسوونها الكبار         |
| 1986        | العصابة                |
| 1987        | بنشر                   |
| 1989        | حبابة وحمارة القايلة   |
| 1989        | صادوه                  |
| 1991        | عاصفة الصحراء          |
| 1992        | لولاكي 2               |
| 1992 - 1993 | عبيد في التجنيد        |
| 1994        | خمسة وخميسة            |
| 1994        | هالو كايرو             |

### الأفلام
| سنة الإنتاج | الفيلم |
| ----------- | ------ |
| 1986        | عدنان  |

### البرامج تلفزيونية
- افتح يا سمسم

## روابط خارجية
- مريم الغضبان على موقع IMDb (الإنجليزية)
- مريم الغضبان على موقع قاعدة بيانات الأفلام العربية
- مريم الغضبان على موقع قاعدة بيانات الفيلم (الإنجليزية)